# Eifelrennen 1936
Eifelrennen 1936 je bila osma neprvenstvena dirka v Sezoni Velikih nagrad 1936. Odvijala se je 14. junija 1936 na nemškem dirkališču Nürburgring pred 300,000 tisoč gledalci v dežju in megli. 

## Poročilo

### Pred dirko
Obe domači moštvi, Mercedes-Benz in Auto Union, sta si močno želeli uspeha na domači dirki. Za Hermanna Langa je bila to prva dirka sezone, Luigi Fagioli pa je bil prijavljen, toda ni se udeležil niti prostih treningov, niti  dirke. 

### Dirka
Na dan dirke se je ob stezi zbralo kar 300.000 gledalcev, ki so si prišli pogledati prvo pomembnejšo nemško dirko sezone, kljub dežju in megli. Po štartu je vodstvo prevzel Tazio Nuvolari, ki sta mu sledila Rudolf Caracciola in Bernd Rosemeyer. Caracciola, ki je slovel kot kralj dežja, je v ovinku Karussell prehitel Nuvolarija in prevzel vodstvo. Po dveh krogih je Nuvolari napadel in prehitel Caracciolo, ki je kmalu za tem odstopil zaradi okvare motorja, ki je bila posledica povečanja delovne prostornine motorjev na 4,7 litra, kar je oslabilo bloke cilindrov. Nuvolari je tako vodil pred Rosemeyerjem in von Brauchitschem. 
Približno na polovici dirke se je na dele dirkališča spustila gosta megla. Rosemeyer se je približal Nuvolariju in ga tudi prehitel v ovinku Südkehre. Von Brauchitsch je v osmem krogu odstopil zaradi podobne okvare motorja kot Caracciola, tako da so bili za Rosemeyerjem trije Ferrarijevi dirkači, Nuvolari, Antonio Brivio in Giuseppe Farina. Na nekaterih delih steze je bila vidljivost zmanjšana na od dvajset do štirideset metrov in vsi dirkači so tam upočasnili, razen Rosemeyerja. Nuvolari ga je poskusil slediti, toda ni se mogel kosati z njegovo sposobnostjo vida skozi meglo. Rosemeyer je Nuvolariju bežal tudi po trideset sekund na krog in je dosegel legendarno zmago. Ferrariji so ostali na drugem, tretjem in četrtem mestu, peti je bil Lang kot najboljši Mercedesov dirkač, šesti Louis Chiron, ostali Auto Unioni so bili uvrščeni le med sedmim in devetim mestom, deseti in zadnji uvrščeni pa je bil Juan Zanelli že s krogom zaostanka. 

### Po dirki
Po tej dirki je Rosemeyer dobil vzdevek Nebelmeister (kralj megle). Heinrich Himmler pa ga je povišal v prvega poročnika SS (SS-Obersturmführer). Nobeden od nemških dirkačev se ni resno zanimal za politiko, toda vsi avtomobilistični in motociklistični dirkači so morali biti člani Nationalsozialistisches Kraftfahrerkorps (NSKK), ki ga je vodil Adolf Hühnlein. Himmler je želel, da bi bil eden od dirkačev tudi član SS. Toda od najboljših nemških dirkačev je bil Caracciola anti-nacist in je živel v Švici, plemič von Brauchitsch z vojaško zgodovino ni bil primeren, Stuckova žena pa je imela judovsko babico, zato je bil izbran mladi, plavolasi in popularni Rosemeyer, čeprav po svojem življenjskem slogu in filozofiji ni ravno spadal v vizijo povojnega SS oficirja. SS je v tem primeru deluje kot eden prvih osebnih sponzorjev slavnega dirkača s podobnimi cilji, kot jih imajo sodobne multinacionalke s sponzoriranjem najboljših športnikov. 

## Rezultati

### Štartna vrsta
| _______3_______ von Brauchitsch Mercedes-Benz |                                   | _______2_______ Rosemeyer Auto Union |                                       | _______1_______ Nuvolari Alfa Romeo  |
|                                               | _______5_______ Zanelli Maserati  |                                      | _______4_______ Brivio Alfa Romeo     |                                      |
| _______8_______ Caracciola Mercedes-Benz      |                                   | _______7_______ Farina Alfa Romeo    |                                       | _______6_______ Martin Alfa Romeo    |
|                                               | _______10______ Severi Alfa Romeo |                                      | _______9_______ Varzi Auto Union      |                                      |
| _______13______ Stuck Auto Union              |                                   | _______12______ Lang Mercedes-Benz   |                                       | _______11______ Chiron Mercedes-Benz |
|                                               |                                   |                                      | _______14______ von Delius Auto Union |                                      |

### Dirka
| Poz | Št | Dirkač                  | Moštvo           | Dirkalnik           | Krogi | Čas/Odstop        | Št. m. |
| --- | -- | ----------------------- | ---------------- | ------------------- | ----- | ----------------- | ------ |
| 1   | 18 | Bernd Rosemeyer         | Auto Union       | Auto Union C        | 10    | 1:56:41.2         | 2      |
| 2   | 4  | Tazio Nuvolari          | Scuderia Ferrari | Alfa Romeo 12C-36   | 10    | + 2:12.8          | 3      |
| 3   | 3  | Antonio Brivio          | Scuderia Ferrari | Alfa Romeo 12C-36   | 10    | + 2:49.2          | 5      |
| 4   | 16 | Giuseppe Farina         | Scuderia Ferrari | Alfa Romeo 8C-35    | 10    | + 3:17.4          | 7      |
| 5   | 14 | Hermann Lang            | Daimler-Benz AG  | Mercedes-Benz W25B  | 10    | + 5:47.2          | 2      |
| 6   | 17 | Louis Chiron            | Daimler-Benz AG  | Mercedes-Benz W25K  | 10    | + 5:51.8          | 13     |
| 7   | 6  | Achille Varzi           | Auto Union       | Auto Union C        | 10    |                   | 10     |
| 8   | 2  | Hans Stuck              | Auto Union       | Auto Union C        | 10    |                   | 11     |
| 9   | 11 | Ernst von Delius        | Auto Union       | Auto Union C        | 10    |                   | 13     |
| 10  | 7  | Juan Zanelli            | Scuderia Torino  | Maserati V8RI       | 9     | +1 krog           | 4      |
| Ods | 10 | Manfred von Brauchitsch | Daimler-Benz AG  | Mercedes-Benz W25B  | 8     | Motor             | 1      |
| Ods | 1  | Rudolf Caracciola       | Daimler-Benz AG  | Mercedes-Benz W25BK | 3     | Motor             | 6      |
| Ods | 5  | Brian Martin            | Privatnik        | Alfa Romeo P3       | 3     | Trčenje           | 8      |
| Ods | 8  | Francesco Severi        | Scuderia Ferrari | Alfa Romeo 8C-35    | 2     | Črpalka za gorivo | 9      |
| DNS | 9  | Walter Rens             | Privatnik        | Bugatti             |       |                   |        |
| DNS | 12 | »Raph«                  | Privatnik        | Maserati            |       |                   |        |
| DNS | 15 | Luigi Fagioli           | Daimler-Benz AG  | Mercedes-Benz W25BK |       |                   |        |
| DNS |    | Rudolf Hasse            | Auto Union       | Auto Union C        |       | Rezervi dirkač    |        |